# Colin Savioz
Colin Savioz, né le 11 juin 2004, est un coureur cycliste français.

## Biographie
Colin Savioz passe son enfance dans la commune des Adrets, au pied de la station des Sept Laux. Il prend une licence à l'âge de treize ou quatorze ans au Vélo Club Froges Villard-Bonnot, où il se fait rapidement remarquer par ses qualités de grimpeur,. 
En 2021, il intègre le club savoisien La Motte-Servolex Cyclisme. Alors qu'il n'est qu'en première année juniors (moins de 19 ans), il se révèle au niveau international en terminant cinquième de la Classique des Alpes juniors, malgré deux chutes dans une descente. Il intègre également l'équipe de France juniors. Ses bonnes performances lui permettent de faire partie des six cyclistes juniors suivis par la Groupana-FDJ en 2022. Durant cette saison, il se distingue en remportant une étape du Tour du Valromey.
Il passe finalement professionnel dès 2023 au sein de l'équipe continentale Groupama-FDJ, réserve de la formation World Tour du même nom. Pour ses débuts espoirs, il obtient son meilleur résultat au mois de juillet en terminant troisième de la dernière étape du Tour de la Vallée d'Aoste, remportée par son coéquipier Joshua Golliker.

## Palmarès
- 2020
  - Grimpée de Chamrousse[7]
  - Grimpée de La Toussuire
  - Grimpée du Col de Porte
  - Cyclosportive de la Loze[8]
  - Grimpée de l'Arzelier
  - Grimpée du Saint-Eynard
- 2021
  - TrainHard Classic-Souvenir Antonin Landre
- 2022
  - 2e étape du Tour du Valromey
- 2025
  - Bourg-Arbent-Bourg